# Сувалки (гмина)
Сувалки (пол. Suwałki) — сельская гмина (волость) в Польше, входит как административная единица в Сувалкский повет, Подляское воеводство. Население — 6371 человек (на 2004 год).

## Демография
| Перепись                       | Всего   | Всего | Женщины | Женщины | Мужчины | Мужчины |
| ------------------------------ | ------- | ----- | ------- | ------- | ------- | ------- |
| Единицы                        | человек | %     | человек | %       | человек | %       |
| Население                      | 6371    | 100   | 3098    | 48,6    | 3273    | 51,4    |
| Плотность населения (чел./км²) | 24,1    | 24,1  | 11,7    | 11,7    | 12,4    | 12,4    |

## Поселения
1. Бяла-Вода
2. Бяле
3. Бобровиско
4. Бурдынишки
5. Цимоховизна
6. Чарнаковизна
7. Червоны-Фольварк
8. Дубово-Друге
9. Дубово-Первше
10. Гаврых-Руда
11. Гельнево
12. Хута
13. Корклины
14. Коробец
15. Кшиве
16. Кукув
17. Кукув-Фольварк
18. Лещевек
19. Лещево
20. Липняк
21. Магдаленово
22. Мала-Хута
23. Малы-Бруд
24. Немцовизна
25. Нова-Турувка
26. Нова-Весь
27. Нове-Кропивне
28. Новы-Бруд
29. Окунёвец
30. Осинки
31. Осова
32. Пертане
33. Плоцично
34. Плоцично-Оседле
35. Плоцично-Тартак
36. Поддубувек
37. Поташня
38. Пшебруд
39. Слупе
40. Соболево
41. Стара-Турувка
42. Старе-Кропивне
43. Стары-Бруд
44. Стары-Фольварк
45. Тацево
46. Тшчане
47. Васильчики
48. Вятролужа-Первша
49. Вигры
50. Выходне
51. Зелёне-Друге
52. Зелёне-Камедульске
53. Зелёне-Первше
54. Жылины

## Соседние гмины
1. Гмина Бакалажево
2. Гмина Филипув
3. Гмина Еленево
4. Гмина Краснополь
5. Гмина Новинка
6. Гмина Пшеросль
7. Гмина Рачки
8. Сувалки
9. Гмина Шиплишки